# Gare de Sölvesborg
La gare de Sölvesborgs est une gare ferroviaire au centre de Sölvesborg, Suède, se trouve le long du chemin de fer côtier de Blekinge (sv). L'ancienne gare d'ailleurs a été inaugurée en 1874 lors de l'ouverture du tronçon Kristianstad - Sölvesborg. La gare est desservie par les trains de l'Öresund, les trains de banlieue et les trains de marchandises. La gare est classée monument historique depuis 1986.

## Histoire de la gare
Dans le cadre de la construction de la ligne Hässleholm-Kristianstad, les constructeurs envisagent une ligne vers Sölvesborg. Faute d'argent, il a été décidé de faire de la voie une à voie étroite (d'un écartement de 1 067 millimètres). Cet écartement se trouvait aussi sur le chemin de fer Karlshamn-Vislanda, qui a été construit en même temps, et l'écartement devait être répandu. Malheureusement, il s'est avéré plus tard que cela devenait plutôt un inconvénient majeur. Assez peu de temps après l'inauguration de la gare de Sölvesborg, on commença à envisager une continuation vers Karlskrona via Karlshamn et Ronneby, qui fut inaugurée dans un premier temps vers Karlshamn en 1886, tandis que la continuation de la ligne vers Karlskrona fut ouverte en 1889. Le chemin de fer côtier de Blekinge a été élargi du début des années 1950 jusqu'en 1957. L'électrification a été faite de 2005 à 2007.

## Trafic
Avant l'électrification, Kustpilen exploitait la ligne, mais depuis juin 2007, la ligne est exploitée par Öresundståg, qui depuis janvier 2009 est exploitée avec Blekingetrafiken comme principal utilisateur. Les trains circulent avec un trafic horaire tout au long de jours ouvrables, tandis que les samedis et dimanches, ils circulent avec un trafic horaire sur deux avec densification en trafic horaire à certains moments de la journée. Un trafic de fret circule également sur la ligne, mais principalement sur le tronçon Kristianstad-Karlshamn.

## Le bâtiment de la gare

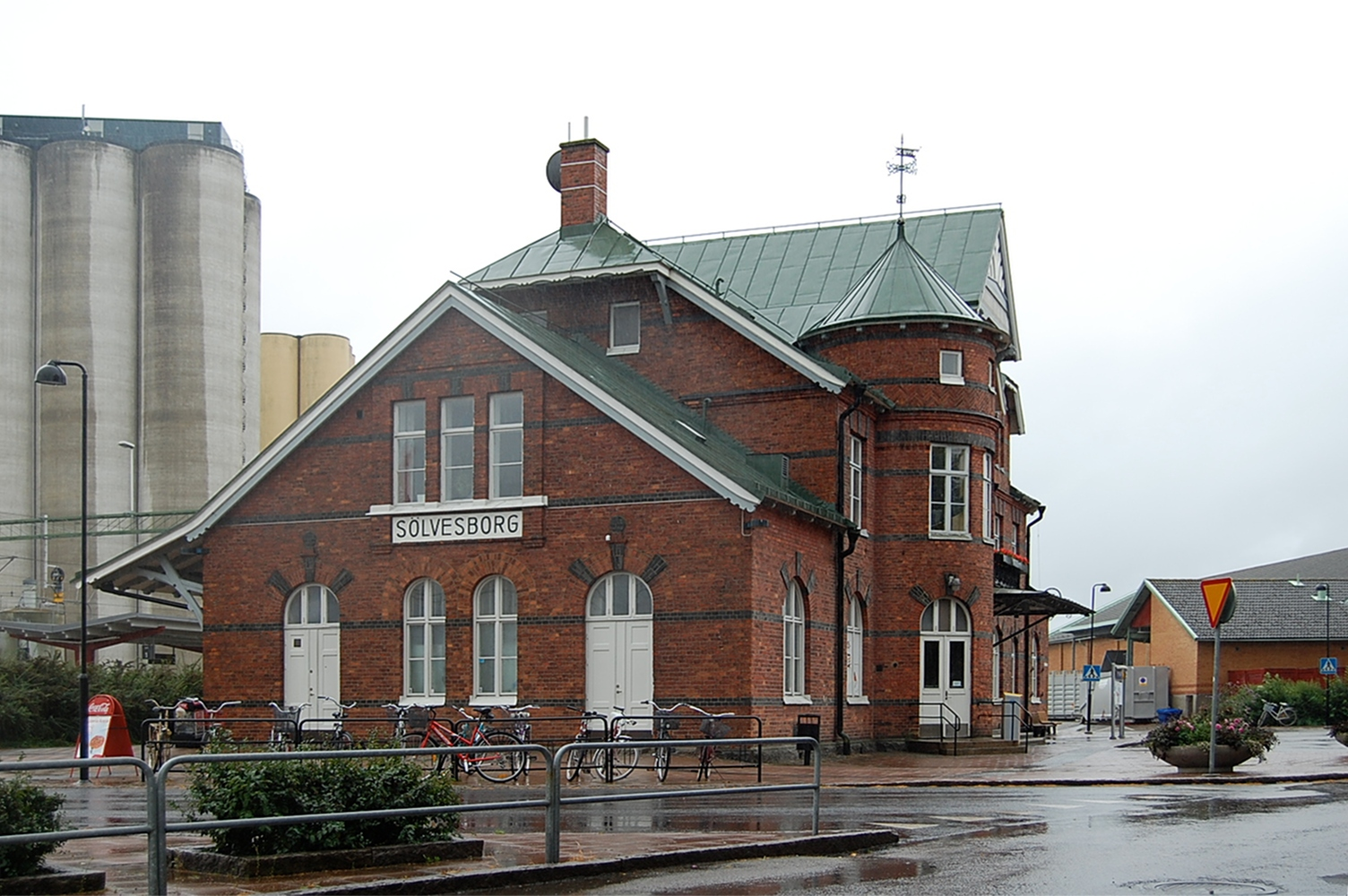
Gare de Sölvesborg vue de côté.

Le bâtiment de la gare a été construit pour le chemin de fer de Westra Blekinge Järnvägsaktiebolag (W.Bl.J). Le terrain de la nouvelle gare a été aménagé en 1890. Cependant, la gare n'était prête à être utilisée qu'en 1899. La ligne Sölvesborg-Olofström-Älmhult a été inaugurée en 1901. Le bâtiment de la gare a été conçu par Folke Zettervall, qui en 1890 a été employé au bureau d'architecture des chemins de fer nationaux suédois (sv) et a fait ses études à l'Académie des Beaux-Arts de Copenhague.
Zettervall a conçu le bâtiment de la gare, bien qu'il ait très rarement entrepris des travaux pour des compagnies ferroviaires privées. L'asymétrie du bâtiment, la tour de la cage d'escalier, la brique rouge dans la maçonnerie à motifs et le toit en métal peint en vert se retrouvent sur plusieurs bâtiments de la gare de Zettervall. À Sölvesborg, il a marqué l'entrée principale d'une ouverture arrondie. Lorsque l'architecte Gunnar Asplund créa plus tard le palais de justice du district de Lister à quelque distance de là, il y eut l'idée de relier les deux bâtiments par une avenue. On pense que l'entrée arrondie a peut-être inspiré le penditif d'Asplund à l'autre bout de l'avenue proposée. 
Le bâtiment de la gare est devenu un monument national le 21 août 1986 et le 14 juin 1990, il a reçu une nouvelle protection sous la forme d'un monument conformément à la loi sur l'environnement culturel après que la municipalité de Sölvesborg a repris la propriété,.

## Service
La gare se compose de deux voies et d'un quai intermédiaire pour les trains de voyageurs. Le bâtiment de la gare abrite une salle d'attente où se trouvent également un Pressbyrån, une pizzeria et les toilettes. Les billets s'achètent soit aux deux distributeurs de billets, situés dans le quartier de la gare, soit au guichet du bureau de presse, qui s'occupe également de la vente des abonnements ou des cartes de voyage.